# Forêts picardes : massif de Saint-Gobain
Forêts picardes : massif de Saint-Gobain este o arie protejată (arie de protecție specială avifaunistică — SPA) din Franța întinsă pe o suprafață de 11.771 ha, integral pe uscat.

## Localizare
Centrul sitului Forêts picardes : massif de Saint-Gobain este situat la coordonatele 49°34′41″N 3°25′30″E / 49.57806°N 3.425°E.

## Înființare
Situl Forêts picardes : massif de Saint-Gobain a fost declarat arie de protecție specială avifaunistică în baza directivei 79/409 din 1979 referitoare la conservarea păsărilor sălbatice pentru a proteja 6 specii de animale.

## Biodiversitate
Situată în ecoregiunea atlantică, aria protejată nu include niciun habitat protejat.
La baza desemnării sitului se află mai multe specii protejate de  păsări (6): erete vânăt (Circus cyaneus), ciocănitoarea de stejar (Dendrocopos medius), ciocănitoare neagră (Dryocopus martius), cocor (Grus grus), sfrâncioc roșiatic (Lanius collurio), viespar (Pernis apivorus).
Pe lângă speciile protejate, pe teritoriul sitului au mai fost identificate 4 specii de păsări.